# Bedrník
Bedrník (Pimpinella) je rod rostlin z čeledi miříkovité (Apiaceae).

## Popis
Tento rod je charakterizovaný štíhlými stonky a složenými listy. Druhy tohoto rodu mají bílé nebo světle růžové květy.

## Vybrané druhy
- Bedrník anýz (Pimpinella anisum)
- Bedrník větší (Pimpinella major)
- Bedrník cizí (Pimpinella peregrina)
- Bedrník obecný (Pimpinella saxifraga)[2]